# Lidija: skozi trnje do zvezd ali avtobiografija neke tridesetletnice
Ženski roman Lidija s podnaslovom Skozi trnje do zvezd ali avtobiografija neke tridesetletnice (COBISS) je delo pisateljice Lidije Asta, bolj znane pod umetniškim imenom Miranda Rumina. Roman je izšel leta 1992 v samozaložbi v sodelovanju z društvom YAM.

## Vsebina
Zgodba o Lidiji se začenja z otroškim obdobjem, ko dveletno Lidijo starši zaupajo v varstvo in skrbništvo babici in župniku. Preživlja sproščeno in srečno otroštvo, a brez materine in očetove ljubezni. Skozi mladostniško obdobje postaja zrelo, samozavestno dekle, polno idej in želja. Že takrat čuti, da je drugačna od ostalih najstnic, ki se obremenjujejo z malenkostmi. Šolo vidi kot zgrešeno avtoriteto, fantje je ne zanimajo, saj se čuti zrelejša od njih, družino pa doživlja kot popoln nesmisel. Medtem ko njene vrstnice neobremenjeno uživajo mladost, Lidija doma rešuje družinske probleme, enkrat z materjo, drugič z očetom. Svet navidezne varnosti se ji sesuje, ko zapusti domači kraj in gre v Ljubljano študirat ekonomijo. Ustreže očetovi želji in ohrani podobo pridne in poslušne punčke. Bedno podnajemniško stanovanje, sostanovalka, s katero se ne razumeta, in brezosebni odnosi na fakulteti krhajo njeno samozavest in stopnjujejo željo po uporu. Edina svetla točka v tem negotovem obdobju je Gorazd, njena prva velika ljubezen. Spozna ga po prvih tednih študija, kasneje pa postane njen mož in oče njuni hčerki Ani. V Gorazdu najde razumevajočega prijatelja, vrne ji občutek samozaupanja in spoštovanja. Lidija se upre, prekine študij ekonomije in izstopi iz takratne sheme pojmovanja življenja (služba, poroka, otroci). Prekine stike z očetom poslovnežem in se osvobodi finančne odvisnosti od matere. Spremeni način življenja, služi denar z izdelovanjem sveč, živi s svojim moškim, ves čas hrepeni po višji duhovnosti, zato se njen ritem življenja sprevrže v iskanje višjega jaza in skrajne osebne svobode.   